# St. Spiritus (Großbrüchter)

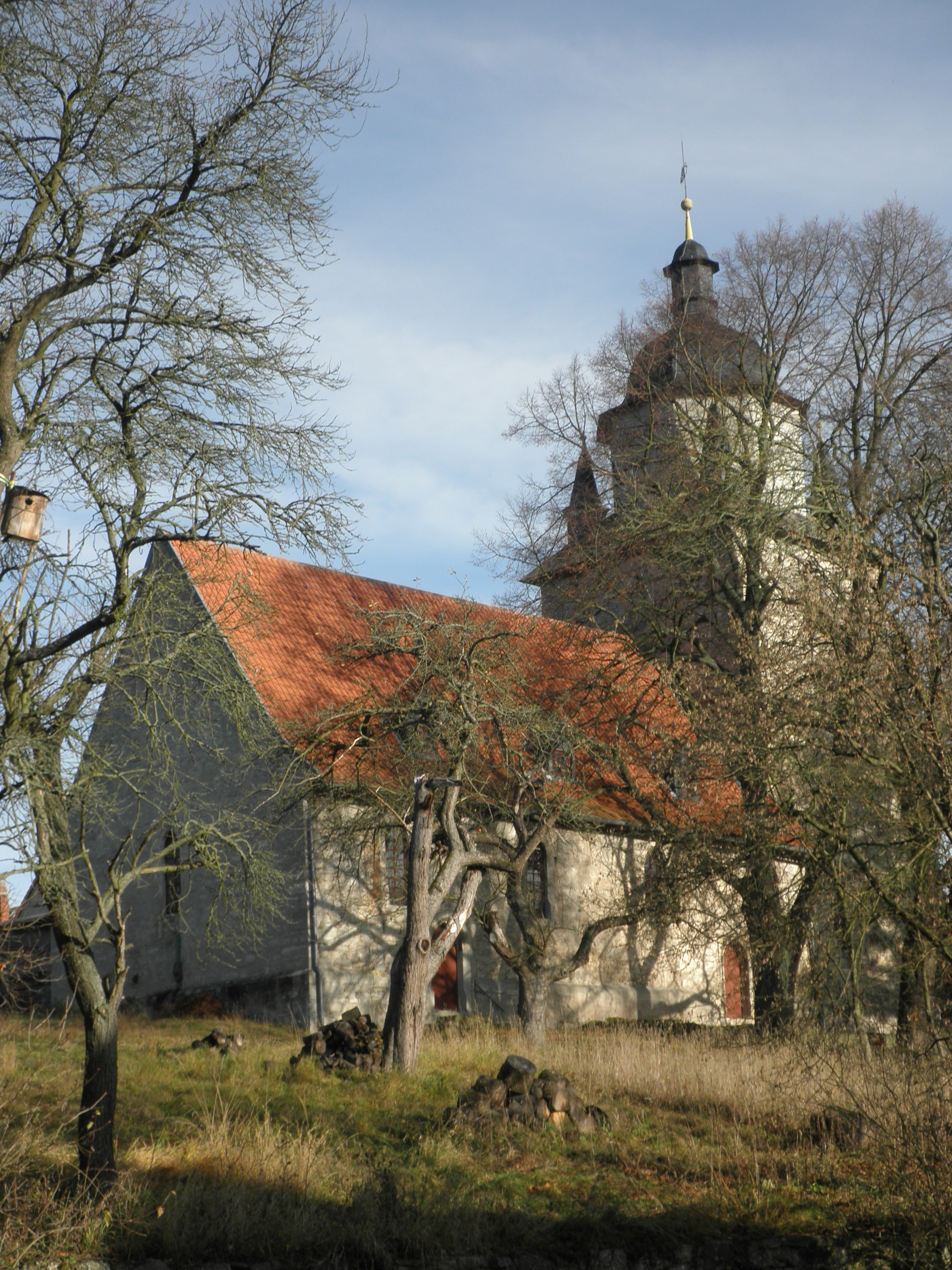
St. Spiritus

 Die evangelisch-lutherische Dorfkirche St. Spiritus steht in der Geschwister-Scholl-Straße 6 von Großbrüchter, einem Ortsteil der Gemeinde Helbedündorf im Kyffhäuserkreis in Thüringen. St. Spiritus gehört zur Kirchengemeinde Großbrüchter/Kleinbrüchter im Bereich Holzthaleben der Pfarrei Ebeleben-Holzthaleben im Kirchenkreis Bad Frankenhausen-Sondershausen der Evangelischen Kirche in Mitteldeutschland.

## Beschreibung
Die am Hang über dem Unterdorf gelegene Saalkirche mit Chorturm wurde gemäß Inschrift 1593–97 erbaut. Renovierungen fanden im 17. Jahrhundert, 1799 sowie 1840 statt. 1987 stürzte das Dach ein. Die Kirchenausstattung hat dadurch starke Verluste erlitten. Seit 1993 wurde die Kirche wieder aufgebaut und der Innenraum instand gesetzt. Das Kirchenschiff ist mit einem Satteldach bedeckt. Das Portal im Süden ist spitzbogig und mit Rundstäben profiliert. Der dreigeschossige quadratische Kirchturm im Osten hat ein eingezogenes oktogonales Geschoss mit einer geschweiften Haube, die von spitzen Ecktürmchen flankiert wird. Die Fenster der Kirche sind spitzbogig. An den Klangarkaden sind Dreischneuß im Maßwerk. Das hölzerne Tonnengewölbe des Saals wurde rekonstruiert. Die um 1600 gebauten Emporen haben Brüstungen aus Balustern. Der eingezogene Chor hat ein mit Stuck verziertes Kreuzrippengewölbe auf blattförmigen Konsolen. Im 19. Jahrhundert wurde die Kirche mit Lilien als Motiv ausgemalt. Das Chorgestühl und die Patronatsloge stammen aus dem 17. Jahrhundert, das Taufbecken aus dem 13. Jahrhundert. Die Mensa ist mittelalterlich.